# Ведомство по интеллектуальной собственности Европейского союза
Ведомство по интеллектуальной собственности Европейского союза (EUIPO) основано в 1994 и отвечает за регистрацию торговых марок и дизайнов, двух видов интеллектуальной собственности, действующих по всему ЕС. Ежегодно ведомство регистрирует 135 000 марок и 100 000 дизайнов. Также оно ведёт реестр сиротских произведений. Головной офис находится в Испании (г. Аликанте). До марта 2016 ведомство было известно как Ведомство по гармонизации на внутреннем рынке (OHIM).
Основные органы — правление и бюджетный комитет, в каждом по 1 члену от каждой страны ЕС, по 2 члена от Еврокомиссии и по 1 члену от Европарламента. С 2012 года при ведомстве действует Европейский центр по вопросам нарушения прав интеллектуальной собственности.